# 13th Virginia Infantry
Treizième régiment d'infanterie de volontaires de Virginie
Le 13th Virginia Infantry est un régiment d'infanterie levé en Virginie pour servir au sein de l'armée des États confédérés au cours de la guerre de Sécession. Il combat principalement avec l'armée de Virginie du Nord.

## Organisation
Le 13th Virginia Infantry complète son organisation au cours de l'été 1861 avec des hommes originaires des comtés de Winchester, de Culpeper, d'Orange, de Louisa et d'Hampshire, et une compagnie en provenance du Maryland. Les premières compagnies B et E se sont engagées pour 6 mois, et les autres pour une année. À la fin de cette première année, leur service est prolongé pour la durée de la guerre.

### Compagnies
- Compagnie A: « Montpelier Guards »[2](p102) - (gardes de Montpelier)
- Compagnie B : « Culpeper Minute Men »[2](p40) - (miliciens de Culperper)
- Compagnie C : « Gordonsville Grays » - « Gordonsville Rangers »[2](p60) - (gris de Gordonsville, rangers de Gordonsville)
- Compagnie E : « Culpeper Rifles »[2](p40) - (fusiliers de Culperper)
- Compagnie F : « Barboursville Guards »[2](p11) - (gardes de Barboursville)
- Compagnie G : « Lamar Guards » -  « Lanier Guards »[2](p83) - (gardes de Lamar, gardes de Lanier)
- Compagnie H : « Fort Loudoun Guards »[2](p54) - (gardes de Fort Loudoun)
- Compagnie K : « Hampshire Guards »[2](p63) - (gardes de Hampshire)

## Service

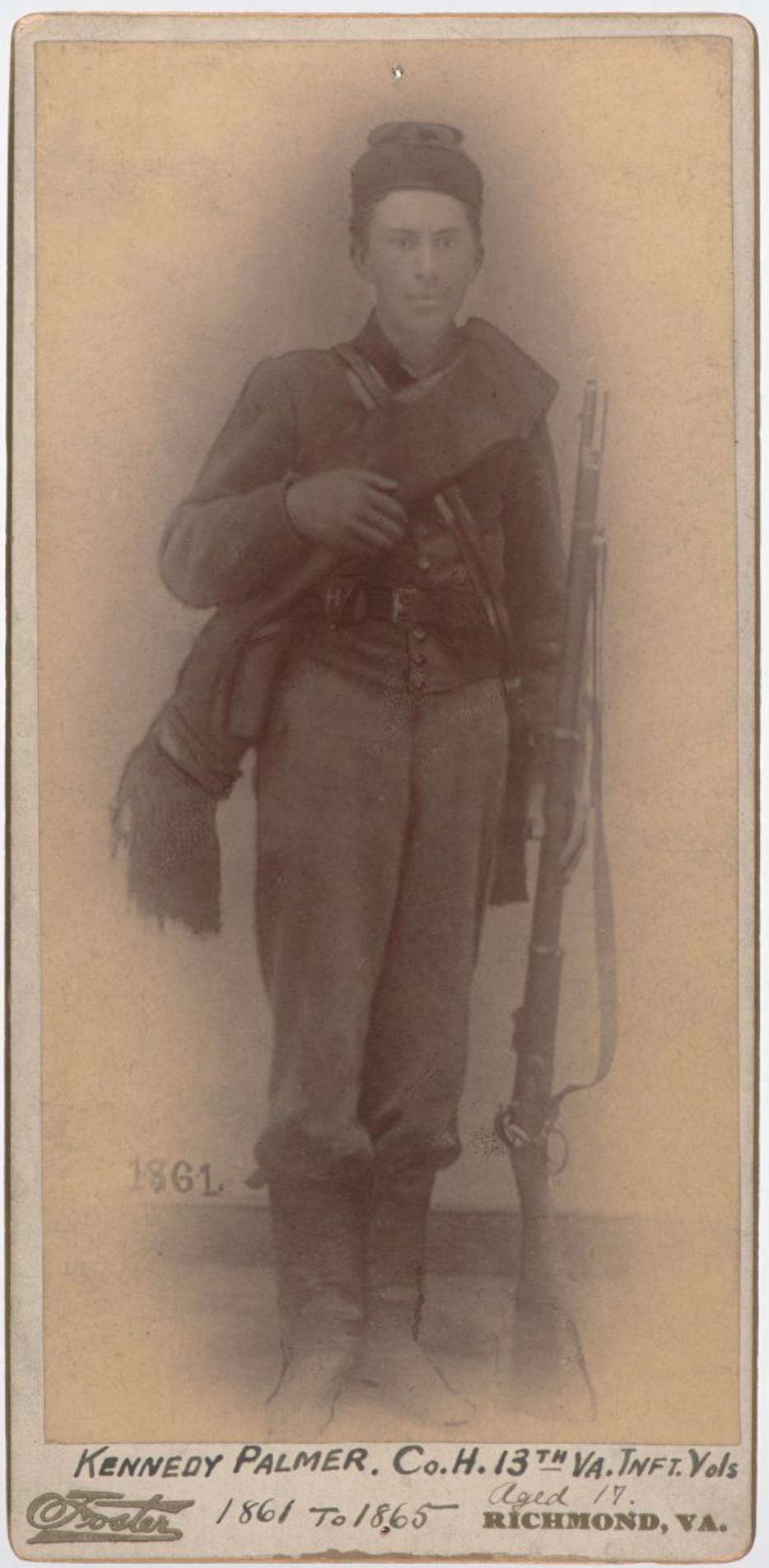
Kennedy Palmer, Co. H. 13th Va. Inft., 1861

Après les combats de la première bataille de Bull Run et la campagne de la vallée de Jackson, il sert dans les brigades des généraux Early, W. Smith, Pegram et J. A. Walker. Le 13th Virginia Infantry est visible au cours des campagnes de l'armée de Virginie du Nord, de la bataille des sept jours jusqu'à celle de Cold Harbor, puis il va avec Early dans la vallée de la Shenandoah et plus tard est impliqué dans les opérations de la campagne d'Appomattox.

## Pertes
Il rend compte de 16 victimes à Cross Keys et Port Republic, de 111 à Gaines' Mill, de 34 à Cedar Mountain, 46 à la seconde bataille de Bull Run, de 22 à Fredericksburg, et 36 à Chancellorsville. Au cours de la campagne de Gettysburg, il reste à Winchester en tant que garde de la prévôté. L'unité subit de lourdes pertes à Cedar Creek et se rend avec 10 officiers et 52 hommes.

## Commandement
Ses commandants sont les colonels George A. Goodman, Ambrose P. Hill, James B. Terrill, et James A. Walker ; et les commandants Charles T. Crittenden et John B. Sherrard.